# Kristina Sinemus
Kristina Sinemus (ur. 16 września 1963 w Darmstadcie) – niemiecka polityk i biochemik, działaczka Unii Chrześcijańsko-Demokratycznej (CDU), minister w rządach Hesji.

## Życiorys
W 1982 roku zdała egzamin maturalny. W latach 1985–1991 studiowała biologię, chemię, pedagogikę i germanistykę w Münsterze i Kassel. Ukończyła studia nauczycielskie dla szkół średnich z pierwszym i drugim państwowym egzaminem pedagogicznym oraz uzyskała dyplom z biologii. Od 1991 do 1996 roku była pracowniczką naukową w Centrum Badań Interdyscyplinarnych nad Techniką na Uniwersytecie Technicznym w Darmstadcie, gdzie w 1995 roku uzyskała stopień doktora nauk przyrodniczych w zakresie biochemii.
W 1996 roku założyła firmę doradczą „Communication in Life Science”, a dwa lata później – spółkę Genius GmbH, w której do 2019 roku była wspólniczką zarządzającą. W latach 2008–2010 odbyła szkolenie z mediacji w dużych grupach, a w latach 2012–2014 – kurs coachingowy w Wyższej Szkole Biznesu i Prawa (EBS) w Oestrich-Winkel. W 2011 roku została profesorem w Quadriga Hochschule Berlin. W latach 2014–2019 była prezesem Izby Przemysłowo-Handlowej w Darmstadcie, a w latach 2017–2019 wiceprezesem Izby Przemysłowo-Handlowej Hesji. Od 2018 do 2020 roku pełniła funkcję przewodniczącej heskiego oddziału Rady Gospodarczej CDU.
Należy do CDU. 19 stycznia 2019 roku została powołana na stanowisko ministra ds. strategii cyfrowej i rozwoju w rządzie Hesji. Funkcję tę pełniła do 18 stycznia 2024 roku, kiedy to objęła nowo utworzone stanowisko ministra ds. cyfryzacji i innowacji. Od 2019 roku jest zastępczym członkiem Bundesratu.

## Życie prywatne
Jest mężatką, ma dwoje dzieci.